# Luigi Migliavacca
Luigi Giuseppe Migliavacca (Lacchiarella, 17 febbraio 1902 – Binasco, 5 ottobre 1983) è stato un pittore e decoratore italiano.

## Biografia
Si forma artisticamente e culturalmente a Milano, diplomandosi all'Accademia di Brera e successivamente alla Scuola superiore d'arte applicata del Castello Sforzesco.
La sua attività creativa, divisa tra pittura e decorazione, si svolge tra il 1930 e la fine degli anni settanta. Ha vissuto dal 1931 sino alla morte a Binasco. Conosciuto soprattutto come pittore di soggetti sacri, è autore di dipinti e decorazioni in molte chiese del Pavese e del Milanese (Moncucco, Binasco, Moirago, Siziano, Turago Bordone, Trivolzio, Besate, Casorate Primo). Fine decoratore, tra i suoi lavori la sovrintendenza del restauro e l'esecuzione delle decorazioni del Teatro alla Scala (1945-46), ricostruito dopo i bombardamenti dell'agosto 1943. Tra il 1946 e il 1954 lavora alle decorazioni di Palazzo Marino (Sala dei ricevimenti del Sindaco), Palazzo Serbelloni (Circolo della Stampa), della Galleria Vittorio Emanuele II e del Palazzo Reale di Milano (Sala delle Cariatidi). 

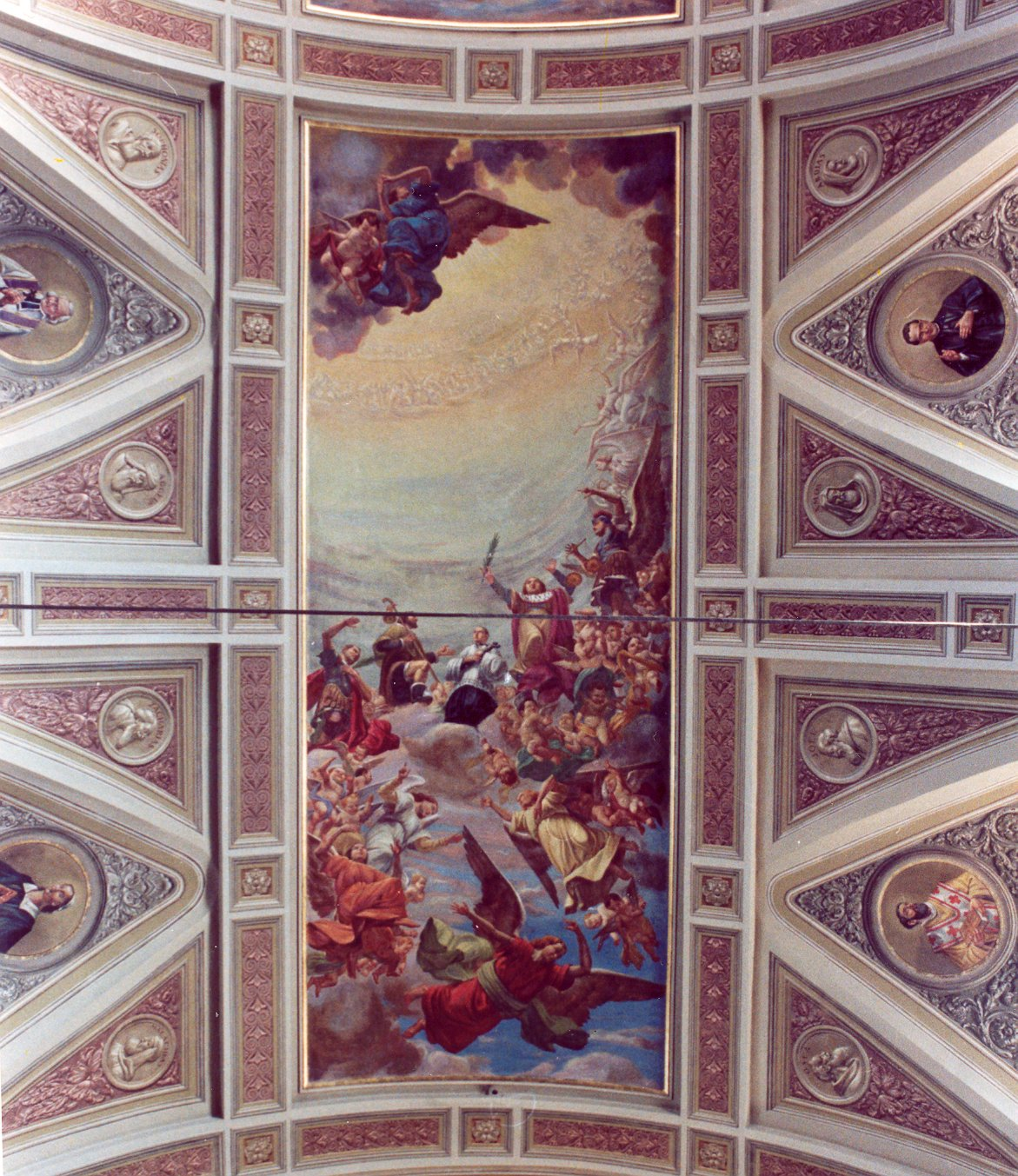
Affreschi e decorazioni di Luigi Migliavacca nella chiesa di S. Michele Arcangelo di Besate

Il suo stile pittorico, dopo un'iniziale adesione alle formule del realismo lombardo si è diretto verso un eclettismo stilistico di recupero manierista, neo-cinquecentesco, neo-barocco e neo-classico, scevro da influenze moderniste.